# Härmask

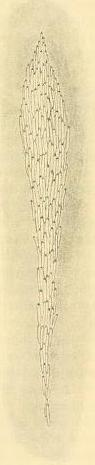
Larver av Sciara militaris som tillsammans rör sig uppåt i bilden som en "härmask".

En härmask, luskung,  daggorm eller ett ormdrag uppstår när larver av sorgmyggor (i Europa särskilt Sciara militaris) sluter sig samman i långa tåg och vandrar tillsammans. Den är ca 2–4 cm bred och 0,5–3 m lång. Namnet härmask kommer av ordet här i betydelsen "en mängd soldater". Härmasken ansågs förebåda otur och kommande krig. Den ansågs även mycket farlig att vidröra.
Beteckningen "armyworm", det vill säga "härmask", används utanför Europa för arter av fjärilslarver tillhörande släktena Spodoptera och Mythimna. Bland fjärilslarver som "vandrar i trupp" märks också processionsspinnare, vilka även förekommer i Europa.